# Ordnungspolizei

Kommandoflagge des Chefs der Ordnungspolizei

Ab 1936 bildete die Ordnungspolizei (OrPo, auch Orpo) das organisatorische Dach der uniformierten Polizeikräfte im Deutschen Reich. Von 1936 bis 1943 wurde sie vom General der Polizei Kurt Daluege geleitet, ihm vorgesetzt war Reichsführer SS und Chef der Deutschen Polizei im Reichsministerium des Innern Heinrich Himmler. Ab Sommer 1943 leitete General der Waffen-SS und Polizei Alfred Wünnenberg das Hauptamt Ordnungspolizei. Angehörige der Ordnungspolizei waren an Kriegsverbrechen beteiligt, sie wurden beim Holocaust, Porajmos und Krankenmorden als Vollzugspolizei eingesetzt.

## Polizei des nationalsozialistischen Deutschlands

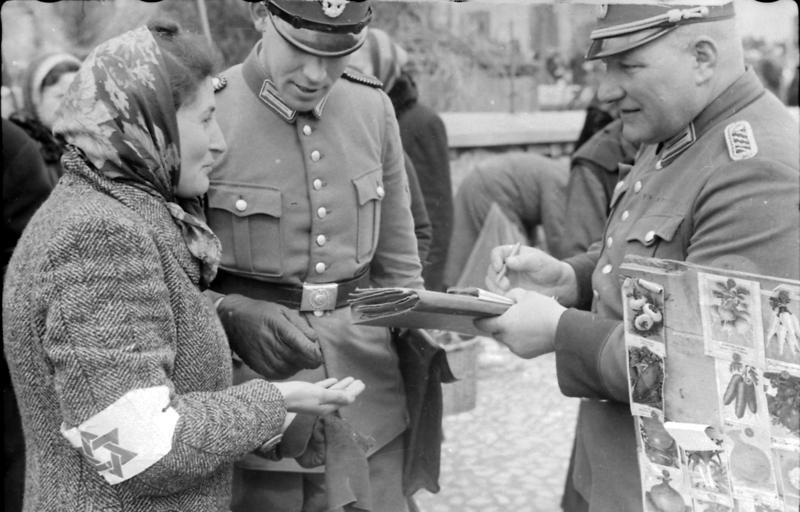
Wachtmeister der Ordnungspolizei bei der Kontrolle von Juden auf einem Markt in Lublin (Mai 1941)

Als Folge der Reichstagswahl 1933 wurden die Hoheitsrechte der Länder auf das Reich übertragen („Gesetz über den Neuaufbau des Reichs“). Bereits im Februar 1934 verfügte der für die innere Verwaltung zuständige Minister im Reichsministerium des Innern, Wilhelm Frick, dass die Länder bei allen organisatorischen und administrativen Agenden die Genehmigung aus Berlin einholen müssen. Die organisatorische Zentralisierung erfolgte mit dem „Erlass zur Einsetzung eines Chefs der Deutschen Polizei im Reichsminsterium des Innern“ vom 17. Juni 1936, das einen „Chef der Deutschen Polizei im Reichsministerium des Innern“ etablierte (Punkt I), als Chef der Gesamtpolizei wurde der „stellvertretende Chef der Geheimen Staatspolizei Preußens, Reichsführer SS Heinrich Himmler, ernannt“ (Punkt II), seine Dienstbezeichnung mit „Reichsführer SS und Chef der Deutschen Polizei im Reichsministerium des Innern“ vorgegeben (Punkt III), er konnte an Sitzungen des Reichskabinetts teilnehmen „soweit sein Geschäftsbereich berührt wird.“ Himmler unterteilte noch 1936 die zentralisierte Polizei in zwei Großbereiche: die uniformierte „Ordnungspolizei“ und die politische „Sicherheitspolizei“ mit jeweils einem Hauptamt im Ministerium des Innern. Diese Zweiteilung der Polizei war 1919 bereits in der Weimarer Republik eingerichtet, dann aber 1920 von der alliierten Verwaltung verboten worden.
Die uniformierte Polizei – Schutzpolizei, Gendarmerie, Gemeindepolizei, Küstenpolizei, Feuerpolizei – war organisatorisch im Hauptamt Ordnungspolizei zusammengefasst, es hatte seinen Sitz beim Reichsministerium des Innern (Berlin, Unter den Linden) und bestand bis zum Kriegsende 1945. Die Leitung der Ordnungspolizei wurde gemäß Durchführungserlass ex 1936 General der Polizei Kurt Daluege übertragen, im September 1943 folgte ihm der General der Polizei Alfred Wünnenberg. Beide kamen aus dem Polizeibereich, konnten aber als SS-Angehörige auch den angeglichenen SS-Rang „SS-Oberstgruppenführer“ führen. Ihre Dienststellung war Chef der Ordnungspolizei.
Die Sicherheitspolizei setzte sich aus Kriminalpolizei (Kripo) und Geheimer Staatspolizei (Gestapo) zusammen. Die Leitung des Hauptamtes Sicherheitspolizei bekam 1936 SS-Gruppenführer Reinhard Heydrich. Er hatte seit 1933 im Auftrag Himmlers aus den politischen Polizeien der Länder den Sicherheitsdienst (SD) aufgebaut und er blieb auch nach 1936 in Personalunion weiter Chef des im Hauptamt SS angesiedelten SD. Die Sicherheitspolizei war für die Verfolgung politischer und ideologischer Delikte im Reich zuständig und wurde nach dem Überfall auf Polen Ende September 1939 auch organisatorisch mit dem SD im Reichssicherheitshauptamt (RSHA) vereint.
Ursprünglich war geplant, die gesamte Polizei unter dem Dach der SS bzw. des SD zu verschmelzen und damit zu einem verlängerten Arm der Partei zu machen. Dies gelang bis zum Kriegsende jedoch nur unvollständig, bei der Sicherheitspolizei mehr als bei der Ordnungspolizei. Da jedoch Leitungsposten und Karriereschritte nur nach einem Beitritt zur SS möglich waren, verstärkte sich die Kontrolle der NSDAP über die innere Sicherheit in Deutschland laufend und erfüllte vor allem ab Kriegsbeginn ein Wesensmerkmal der totalitären Staatsorganisation. So waren während des Zweiten Weltkrieges ungefähr die Hälfte der Offiziere der Ordnungspolizei Mitglied der NSDAP. 1941 waren 54 Prozent der Offiziere Parteiangehörige und 30 Prozent gehörten der SS an.

## Aufgaben der Ordnungspolizei

### Personalstärke der Ordnungspolizei
Im Jahr 1938 verfügte die Ordnungspolizei über 62.000 Polizisten, von denen 9000 in je 108 Mann starke Polizeihundertschaften zusammengefasst waren. In zehn deutschen Großstädten wurde aus drei Hundertschaften eine Polizeiausbildungsabteilung geformt. Bei Kriegsbeginn verfügte die Ordnungspolizei bereits über 200.000 Mann inklusive Feuerschutzpolizei und Hilfspolizei/VPS. Der Verstärkter Polizeischutz/VPS wurde nach dem Polenüberfall in Polizeireservisten (Polizeireserve) umbenannt.
Nach dem Erfolg in Polen befahl Hitler am 18. September 1939 die Aufstellung einer Polizeidivision, sie wurde der Wehrmacht unterstellt. Weltkriegserfahrene und bereits von der Wehrmacht Geschulte wurden als Führungspersonal (Offiziere, Mannschaftsführer) abgeordnet, die einfache Mannschaft stellten ab 1940 über 10.0000 Rekruten aus dem 26.000-Mann Ersatzes aus ungedienten Wehrpflichtigen. Die frontverwendete Polizeidivision wurde 1942 Teil der Waffen-SS und 1943 als 4. SS-Pol.Pz.Gren.Div. neu aufgestellt. Zwei Polizeiregimenter aus Danzig wurden ebenso der Wehrmacht überstellt. Weitere ca. 8000 Mann verlor die Ordnungspolizei an die Feldgendarmerie. Die übrigen Ordnungspolizisten blieben von der Wehrpflicht freigestellt.
Um den im geplanten Expansionskrieg erwarteten Personalbedarf im Polizeibereich abzudecken, stellte die Ordnungspolizei bereits ab 1937 einen Verstärkten Polizeischutz (VPS) mit ungedienten Männern der Jahrgänge 1901 bis 1909 auf. Dieses Reservepersonal wurde an Wochenenden und zum Teil nur rudimentär polizeilich und truppenmäßig ausgebildet, bei Kriegsbeginn war dieses Ersatzpersonal auf fast 50 % der uniformierten Polizei angewachsen. Ab Kriegsbeginn wurden diese bereits etwas älteren Männer per Notdienstverordnung nach und nach eingezogen, sie ersetzten die für Einsätze in Polizeibataillonen und in auswärtigen Schutzpolizei- und Gendarmerie-Dienststellen verwendeten Polizei- und Gendarmeriebeamten in den Revieren und bei Wachdiensten. (Ab 1943 wurden auch Männer bis 60 zur Polizeireserve ausgehoben.) Über eine breite Anwerbeaktion („Willst du zur Schutzpolizei?“ – Oktober/November 1939) und in Abstimmung mit der Wehrmacht konnten im Laufe des Jahres 1940 weitere 26.000 ungediente Wehrpflichtige der Jahrgänge 1909–1912 und 1918–1920 in Polizeikasernen einberufen werden, sie sollten die kriegsbedingt ausbleibenden jährlichen Neurekrutierungen kompensieren. Weitere 6000 noch nicht eingebürgerte Volksdeutsche wurden als Hilfspolizisten aufgenommen. Um die Jahresmitte 1940 hatte die Ordnungspolizei bereits eine Gesamtstärke von 244.500 Mann erreicht.
Noch 1939 wurden aus den Hundertschaften 21 Polizei-Bataillone mit je ca. 500 Mann gebildet, von denen 13 der Wehrmacht zugeteilt wurden, um hinter den Linien versprengte polnische Soldaten festzunehmen. Weitere Polizei-Bataillone wurden aufgestellt und je nach Kriegsverlauf in besetzten Ländern stationiert, die Mannschaften bestanden zum erheblichen Maß aus eingezogenen Hilfspolizisten des VPS, sie wurden ab Dezember 1939 als Polizeireservisten bezeichnet – daher der Name Reserve-Polizeibataillone. Ab Herbst 1940 konnten die ersten Polizeibataillone mit einer Mannschaft aus Rekruten des 26.000-Mann-Ersatzes aufgestellt werden, bis Herbst 1941 waren es 25 Wachtmeisterbataillone (Nr. 301-25, ältere Jahrgänge) und 6 Anwärterbataillone (Nr. 251–256 jüngere Jahrgänge).
Im Sommer 1942 wurden alle existierenden Polizeibataillone in (28) Polizeiregimenter à 3 Bataillone zusammengefasst. Alle Polizeiregimenter erhielten im März 1943 einen nominellen SS-Zusatz in ihrer Bezeichnung, sie blieben aber weiter Teil der Ordnungspolizei.

### Allgemeine Polizeiaufgaben

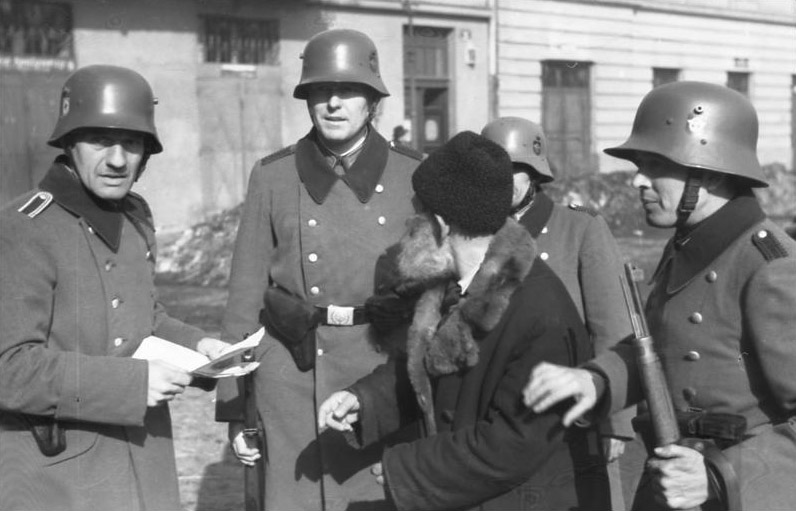
Ordnungspolizei führt eine Razzia in Krakau durch

Als allgemeine Polizei hatte die Ordnungspolizei im Wesentlichen die Aufgabe, durch unmittelbare Vollzugsmaßnahmen für öffentliche Sicherheit und Ordnung zu sorgen. Die Schutzpolizei war für die Sicherheit in den Städten, die Gendarmerie für die Sicherheit auf dem Land zuständig, die Hundertschaften der Motorisierten Gendarmerie überwachten den Verkehr auf Autobahnen und überörtlichen Schnellstraßen.
Für die Verbrechensaufklärung war die Ordnungspolizei nur in sehr begrenztem Umfang zuständig. Kleinere Delikte (wie einfacher Diebstahl und Übertretungen) wurden von ihr aufgeklärt. Schwerere und insbesondere politische Delikte oblagen dem Reichskriminalpolizeiamt und der Gestapo sowie dem SD, deren gemeinsame Leitung im Reichssicherheitshauptamt vereinigt war. Für den Vollzug von Verhaftungen und Bewachung war jedoch die „Amtshilfe“ der uniformierten Ordnungspolizei notwendig, die über ausreichend und flächendeckend vorhandenes Personal verfügte.

### Besondere Aufgaben und Charakter der Polizei in der Diktatur

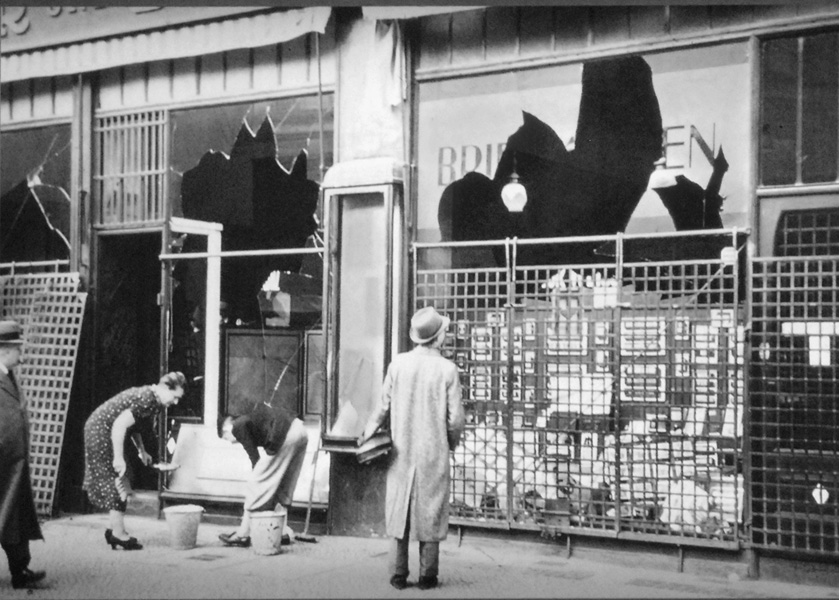
Zerstörtes jüdisches Geschäft, Berlin, 10. November 1938

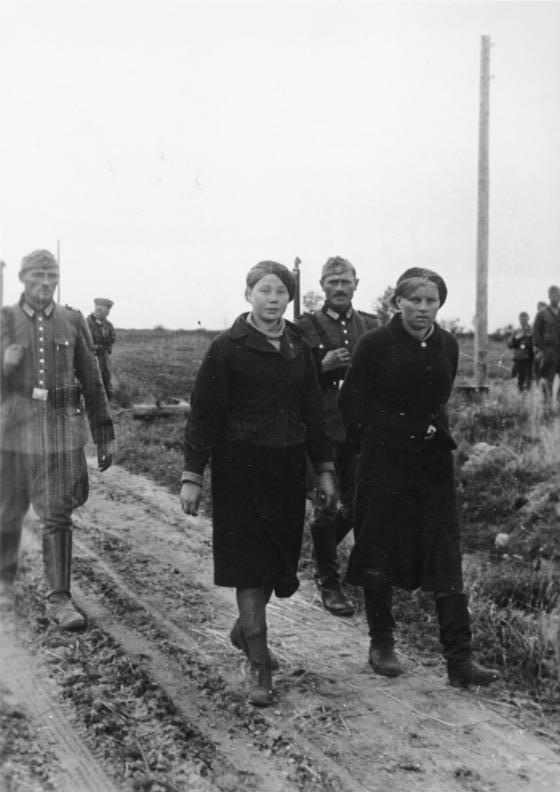
Ordnungspolizisten führen verhaftete sowjetische Zivilistinnen ab, Aufnahme von September 1942 aus dem Bundesarchiv

Neben den allgemeinen Aufgaben jeder vollzugspolizeilichen Tätigkeit wurde die Polizei unter den Verhältnissen der NS-Diktatur mit Funktionen befasst, die ihrer politisch gewollten Rolle als Instrument des Unterdrückungsstaates entsprachen. Im Rahmen des nationalsozialistischen Beamtenrechts war insbesondere das Führungspersonal ideologisch weitgehend gleichgeschaltet worden und die Polizeiorganisation wurde in zunehmendem Maße mit NS-Organisationen wie der SS vernetzt. Nur durch die Mitwirkung der Polizei (wie auch des übrigen staatlichen Beamtenapparates) war die Umsetzung nationalsozialistischer Gesetze (beispielsweise der Rassengesetze) möglich. Der Verlust der Rechtsstaatlichkeit trat damit im polizeilichen Alltag immer deutlicher in Erscheinung. Dazu gehörten zum Beispiel die Verhaftung von Regimegegnern unter offensichtlich falschen Anschuldigungen, die Beschlagnahmung von Telefonen oder Autos in jüdischen Haushalten oder die bewusste Duldung oder Unterstützung offener Gewalttaten nationalsozialistischer Funktionsträger. Während der Novemberpogrome 1938 (auch Reichskristallnacht genannt) wurde die Ordnungspolizei von ihrem Chef Daluege am 10. November angewiesen, diese Demonstrationen und Aktionen nur mit schwachen Kräften in Zivil zu begleiten und nur im äußersten Notfall einzuschreiten. Neben den politischen Polizeiorganen war die Ordnungspolizei im damaligen Reichsgebiet in erheblichem Umfang an der Überwachung und Verfolgung politisch Andersdenkender, der Umsetzung des Schutzhaftwesens, der Aufrechterhaltung der Kriegswirtschaft und schließlich an der Verschleppung von Juden und anderen Verfolgten in Vernichtungslager beteiligt.
Diese Beteiligung, die polizeiliche Überwachung der Deportation von Juden aus Deutschland ab Herbst 1941, war durch einen Schnellbrief des OrPo-Chefs Kurt Daluege vom 14. Oktober 1941 förmlich geregelt: Die „Transporte“ sollten durch Kommandos 1:12 (1 Offizier und 12 Mannschaftsangehörige) begleitet und bewacht werden. Alle Transporte aus dem Reich und dem Protektorat Böhmen und Mähren in den ersten Deportationswellen – Ghetto Litzmannstadt (Warthegau) im Oktober und November 1941, Ghettos Minsk (Weißruthenien), Riga und Kaunas (Baltikum) im November/Dezember 1941 – wurden von Einheiten der OrPo begleitet und damit faktisch im Auftrag der Gestapo abgewickelt. Über jeden einzelnen Transport musste der Offizier einen ausführlichen Bericht verfassen und diesen an das Reichssicherheitshauptamt, Referat IV B 4 (Adolf Eichmann), senden. Zwei solcher Berichte, beide aus dem Gestapo-Leitstellenbezirk Düsseldorf, sind erhalten geblieben: Der Bericht von Paul Salitter (Riga) und derjenige von Wilhelm Meurin (Minsk).

### Beteiligung an Kriegsverbrechen und Völkermord
Eine Reihe von Einheiten der Ordnungspolizei nahm im Zweiten Weltkrieg an Kriegseinsätzen teil. Schon vor dem Kriegsbeginn waren deutsche Polizeikräfte 1938 am Anschluss Österreichs und des Sudetenlandes und 1939 bei der sogenannten Zerschlagung der Rest-Tschechei beteiligt. Auch am Überfall auf Polen nahmen Polizisten teil und ermordeten polnische Staatsbürger, die als „gefährlich“ oder „unerwünscht“ eingestuft wurden. An der Abschiebung von Juden in den sowjetisch besetzten Teil Polens waren ebenfalls Kräfte der Ordnungspolizei beteiligt.
Das Ausmaß der Beteiligung deutscher Polizeieinheiten an den Kriegsverbrechen im weiteren Verlauf des Krieges haben neuere Forschungen verdeutlicht. Speziell ist hier die sogenannte Kolonialpolizei zu nennen, deren Hauptaufgabe es war, gegen Partisanen vorzugehen. Höhepunkt der verbrecherischen Polizeiaktionen war die systematische Einbindung von Ordnungspolizisten in den Holocaust (meist Massenerschießungen von Juden) und die Ermordung anderer NS-Opfer von 1941 bis 1944 in Polen, im Baltikum und in Weißrussland. Es handelt sich nach der Einschätzung des ehemaligen Hamburger Justizsenators Wolfgang Curilla, der zwei ausführliche Studien über die Ordnungspolizei in Osteuropa verfasste, „um das düsterste Kapitel der deutschen Polizeigeschichte“, an dem weit mehr als 20.000 Polizeiangehörige aktiv beteiligt waren. Mehr als zwei Millionen Juden wurden unter direkter und indirekter Mitwirkung der Ordnungspolizei ermordet. Der US-amerikanische Historiker Christopher Browning untersuchte die Beteiligung der Ordnungspolizei an diesen Verbrechen anhand 125 Vernehmungsprotokollen von Angehörigen des Hamburger Reserve-Polizeibataillons 101 aus den 1960er-Jahren.
| Polizeibataillon                                | beteiligt an größeren Massakern | beteiligt an größeren Massakern                                | beteiligt an größeren Massakern                                                         |
| Polizeibataillon                                | Zeit                            | Ort                                                            | Tat                                                                                     |
| ----------------------------------------------- | ------------------------------- | -------------------------------------------------------------- | --------------------------------------------------------------------------------------- |
| Polizei-Bataillon 303                           | 1941                            | Babyn Jar bei Kiew, Schytomyr                                  | Ermordung von etwa 33.000 Juden in Babyn Jar bei Kiew                                   |
| Polizei-Bataillon 304                           | 1941                            | Starokostjantyniw, Winnyzja, Hajssyn, Kirowohrad, Bila Zerkwa, | diverse Massenerschießungen mit insgesamt 17.000 Toten                                  |
| Polizei-Bataillon 306                           | 1941                            | Deblin, Generalgouvernement, Pinsk                             | Erschießung von 6000 russischen Kriegsgefangenen, Ermordung von mindestens 16.200 Juden |
| Polizei-Bataillon 307                           | 1941                            | Brest-Litowsk                                                  | Erschießung von etwa 4000 Juden                                                         |
| Polizei-Bataillon 309                           | 1941                            | Białystok                                                      | Ermordung von etwa 2000 Juden                                                           |
| Polizei-Bataillon 316 und Polizei-Bataillon 322 | 1941                            | Białystok                                                      | Ermordung von etwa 3000 Juden                                                           |
| Polizei-Bataillon 320                           | 1941–1944                       | Kamenez-Podolsk, Rowno, Kostopol, Pinsk                        | Ermordung von etwa 45.000 Juden                                                         |
| Reserve-Polizei-Bataillon 101                   | 1941–1943                       | Józefów, Łomazy, Końskowola, „Aktion Erntefest“, Poniatowa     | Ermordung von etwa 38.000 Juden                                                         |

## Einteilung der Ordnungspolizei

### Polizeiführung

#### Gliederung des Hauptamtes OrPo im Ministerium des Innern
- Chef der Ordnungspolizei
  - Hauptbüro
  - Justitiar beim Chef der OrPo
- Amt Verwaltung und Recht (VuR)
  - Amtschef und 3 Amtsgruppen
- Kommandoamt (Kdo)
  - Amtschef
  - Amtsgruppe Kdo I
  - Amtsgruppe Kdo II
  - Amtsgruppe Kdo III
    - Sanitätswesen
    - Deutsche Kolonialpolizei (1938–1943)
    - Technische Nothilfe
    - Feuerschutzpolizei (1939)
- Generalinspektion der Schutzpolizei
- Generalinspektion der Gendarmerie

Nach der Ernennung Himmlers zum Reichsminister des Innern kam es zu einigen Umstrukturierungen. Zuletzt bestand folgende Gliederung:
- Chef der Ordnungspolizei
  - Hauptbüro
  - Justitiar beim Chef der OrPo
  - Sanitätswesen
- Wirtschaftsverwaltungsamt
  - Adjudantur
  - Amtsgruppe I (Wirtschaft)
  - Amtsgruppe II (Verwaltung)
  - Amtsgruppe III (Unterbringung)
- Kommandoamt
  - Amtschef
  - Amtsgruppe Kdo I
  - Amtsgruppe Kdo II
  - Amtsgruppe Kdo III
- Reichsamt Technische Nothilfe
- Reichsamt Feuerschutzpolizei
- Generalinspektion der Schutzpolizei
- Generalinspektion der Gendarmerie[20]

##### Nachgeordnete Dienststellen
| Gliederungsebene        | Schutzpolizei                                       | Gendarmerie                                        | Verwaltungspolizei       |
| ----------------------- | --------------------------------------------------- | -------------------------------------------------- | ------------------------ |
| oberste Ebene           | Höhere SS- und Polizeiführer                        | Höhere SS- und Polizeiführer                       | Höhere Polizeibehörden   |
| Mittelebene             | Inspekteure der Ordnungspolizei                     | Inspekteure der Ordnungspolizei                    | Mittlere Polizeibehörden |
| regionale Leitungsebene | Stabsoffiziere der Schutzpolizei                    | Stabsoffiziere der Gendarmerie                     |                          |
| Kreisebene              | Kommandeure der Schutzpolizei in Polizeiabschnitten | Kommandeure der Gendarmerie in Gendarmerie-Kreisen | Kreispolizeibehörden     |
| Lokale Ebene            | Polizeireviere                                      | Gendarmerie-Abteilungen mit nachgeordneten Posten  | Ortspolizeibehörden      |

### Polizeigliederungen

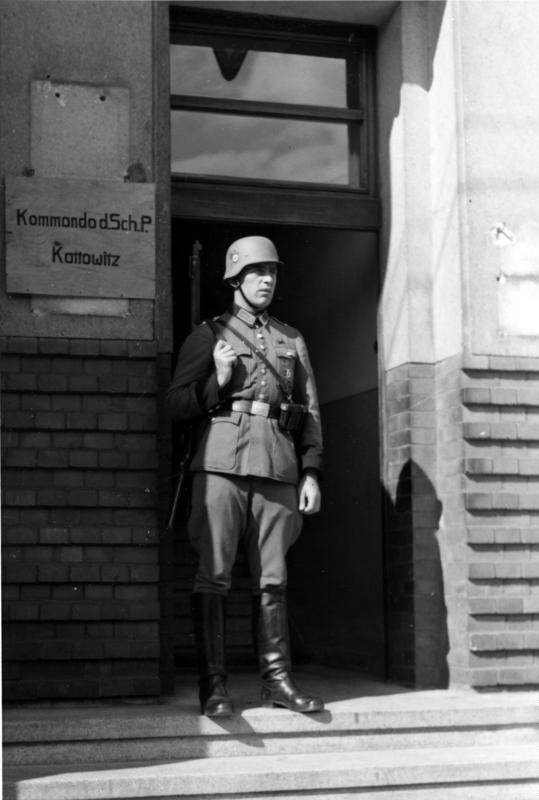
Schutzpolizeiposten in Kattowitz, Herbst 1939

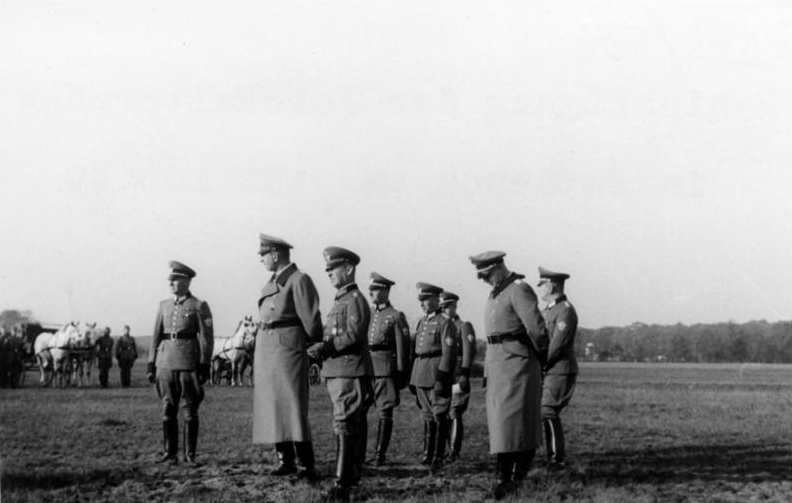
Kurt Daluege (2. v.l.) und Adolf von Bomhard (3. v.l.) in der Polizeireitschule Rathenow, 15. Oktober 1940

Im Jahr 1941 wurde die Ordnungspolizei weiter aufgegliedert und umfasste bis Kriegsende die folgenden Polizeiämter.
SchutzpolizeiDie Schutzpolizei war für allgemeine Polizeiaufgaben zuständig und verrichtete ihren Dienst in den Städten und größeren Gemeinden. Es wurde unterschieden zwischen der Schutzpolizei des Reiches (Städte), der Schutzpolizei der Gemeinden (größere Gemeinden), Gendarmerie in Orten bis maximal 5 000 Einwohnern, im Regelfall war aber eine Obergrenze von 2 000 Einwohnern, und kasernierter Polizei. Außerdem übernahm sie Verkehrspolizeiaufgaben (Verkehrsgendarmerie) und neben dem Zollgrenzschutz auch die Sicherung der Grenzen.
VerwaltungspolizeiDie Verwaltungspolizei verwaltete die Ordnungspolizei und hatte umfassende Befehlsbefugnis für alle OrPo-Dienststellen. Außerdem war sie Zentralstelle für die Aktensammlung und Befehlsstelle für alle Bereiche der Verwaltungen, die mit öffentlicher Sicherheit und Ordnung befasst waren, wie Gesundheitspolizei, Gewerbepolizei und Baupolizei.
VerkehrspolizeiDie Verkehrspolizei war neben der Verkehrsgendarmerie zur Überwachung des Verkehrs berufen. Im Gegensatz zur Verkehrsgendarmerie nahm sie ihre Aufgaben hauptsächlich auf Autobahnen wahr und war außerdem für die Aufklärung größerer Verkehrsunfälle zuständig. Außerdem erfüllte sie protokollarische Dienste bei Staatsbesuchen und übernahm, neben den SS-Einheiten, die Begleitung für Führungspersonen des Staates.
WasserschutzpolizeiDie Wasserschutzpolizei nahm neben den üblichen Wasserschutzpolizeiaufgaben auf Binnengewässern und in Häfen auch Aufgaben auf hoher See als Küstenwache, teils militärisch ausgerüstet, wahr. In Häfen waren ihr SS-Hafensicherungstruppen der Allgemeinen SS unterstellt.
BahnschutzpolizeiDie Bahnschutzpolizei wurde bevorzugt aus Reserveoffizieren von Angehörigen der Reichsbahn gebildet, die zur Ordnungspolizei abgeordnet wurden. Die Bahnschutzpolizei war teilweise militärisch ausgerüstet und sollte in erster Linie Sabotage an Eisenbahneinrichtungen verhindern. Zusätzlich nahm sie aber auch normale Bahnpolizeiaufgaben wahr.
LandwachtDie Landwacht wurde 1942 auf Befehl des Reichsführer SS, Heinrich Himmler, als Hilfspolizei ins Leben gerufen. Im Anschluss wurden an allen größeren Gendarmerieposten im Reich Posten der Landwacht aufgestellt. Ihre Mitglieder waren bewaffnet und trugen zur Erkennung eine weiße Armbinde mit dem Schriftzug „Landwacht“. Sie überwachten Kriegsgefangene und Zwangsarbeiter. Zudem wurde die Landwacht auch bei der Suche nach flüchtigen Kriegsgefangenen eingesetzt. In den städtischen Gebieten übernahm diese Aufgaben die sogenannte „Stadtwacht“. Im Generalgouvernement und den Niederlanden wurden außerdem Landwachtseinheiten der SS aufgestellt. So wurde im November 1942 auf Befehl des SS- und Polizeiführer Lublin, Odilo Globocnik, im Umsiedlerlager Litzmannstadt das 1. SS-Landwacht-Bataillon Zamosc aufgestellt. Und in den Niederlanden befahl der SS- und Polizeiführer Nordwest, Hanns Albin Rauter die Aufstellung der Landwacht Niederlande, die am 11. März 1943 zum SS-Grenadier-Regiment 1 „Landwacht Niederlande“ zusammengefasst wurde.

Feuerschutzpolizei: Im Jahr 1938 wurden auf der Grundlage des Reichsfeuerwehrgesetzes die Freiwilligen Feuerwehren und Pflichtfeuerwehren der Ordnungspolizei unterstellt. Am Höhepunkt des Zweiten Weltkrieges waren unter Aufsicht der Feuerschutzpolizei nahezu zwei Millionen haupt- und ehrenamtliche Feuerwehrleute tätig.
LuftschutzpolizeiDie Luftschutzpolizei war eine Zivilschutzeinrichtung, die ab Juli 1942 der Polizei unterstellt wurde. Sie trat an die Stelle des vorherigen Sicherheits- und Hilfsdienstes, der bis dahin dem Reichsluftfahrtministerium unterstellt war. Die Reorganisation hing im Wesentlichen mit der taktischen Führung der Feuerwehreinheiten während der Bombenangriffe auf Deutschland zusammen, bei der die Unterordnung zu anderen Polizeiverbänden sinnvoll erschien. Die Luftschutzpolizei war in verschiedene Fachsparten unterteilt, deren wichtigsten der Feuerlösch- und Entgiftungsdienst, der Instandsetzungsdienst und der Sanitätsdienst war. Den Kern dieser Einheiten bildeten Angehörige der Feuerschutzpolizeien, Freiwilligen Feuerwehren, der Technischen Nothilfe und des Deutschen Roten Kreuzes, während der Hauptteil der Mannschaften aus dienstverpflichteten Männern, Frauen, Jugendlichen und Ausländern bestand.
Technische NothilfeDie Technische Nothilfe (TeNo, TN) wurde bereits im Jahr 1919 gegründet und wurde anfangs hauptsächlich bei „wilden“ Streiks zur Aufrechterhaltung von als lebenswichtig eingestuften Betrieben eingesetzt. Später und bis in die Zeit des Nationalsozialismus hinein verlagerten sich die Aufgaben der Organisation in den Katastrophenschutz sowie den Luftschutz als Teil des Sicherheits- und Hilfsdienstes bzw. der Luftschutzpolizei. 1943 hatte die TN etwa 100.000 Mitglieder. Ab 1938 wurden Einheiten der TN auch für technische Spezialaufgaben im Gefolge der Wehrmacht abkommandiert.
FunkschutzDer Funkschutz wurde gemeinsam von Angehörigen der SS und der Ordnungspolizei gebildet. Er sicherte Radiosender gegen Sabotage, überwachte das verbotene Abhören von Feindsendern und war auch für die Abwehr von Partisanenangriffen auf Soldatensender zuständig.
WerkschutzpolizeiDie Werkschutzpolizei hatte die Aufgabe, Industriebetriebe gegen Sabotage und Diebstahl zu schützen. Sie nahm den Objektschutz für kriegswichtige Anlagen wahr. Das Personal bestand aus Zivilisten (meist Betriebsangehörige), die der Leitung der Polizei unterstanden und mit Uniformen der Allgemeinen SS ausgestattet waren. An diesen Uniformen wurden aber Abzeichen der Ordnungspolizei und nicht der SS getragen.
KolonialpolizeiDurch einen Runderlaß Himmlers vom 14. Januar 1941 wurde die Gründung des Kolonialpolizei-Amts im Hauptamt Ordnungspolizei verfügt. Vorgesehen war die Sparte Kolonialpolizei für einen möglichen Einsatz in außereuropäischen Gebieten. Nachweislich wurden die Kolonialpolizeischule Oranienburg und die Kolonialpolizeischule Wien eingerichtet, aber im März 1943 zusammen mit dem Amt aufgelöst.

#### Waffenfarben
Die Polizeisparten waren durch Waffenfarben gekennzeichnet, so zum Beispiel die
- Schutzpolizei des Reichs, Polizei-Generale: hellgrün
- Schutzpolizei der Gemeinden: bordeauxrot (ab 1942: Hellgrün)
- Gendarmerie: orange

## Rangverhältnisse, Dienstgrade und Uniformen

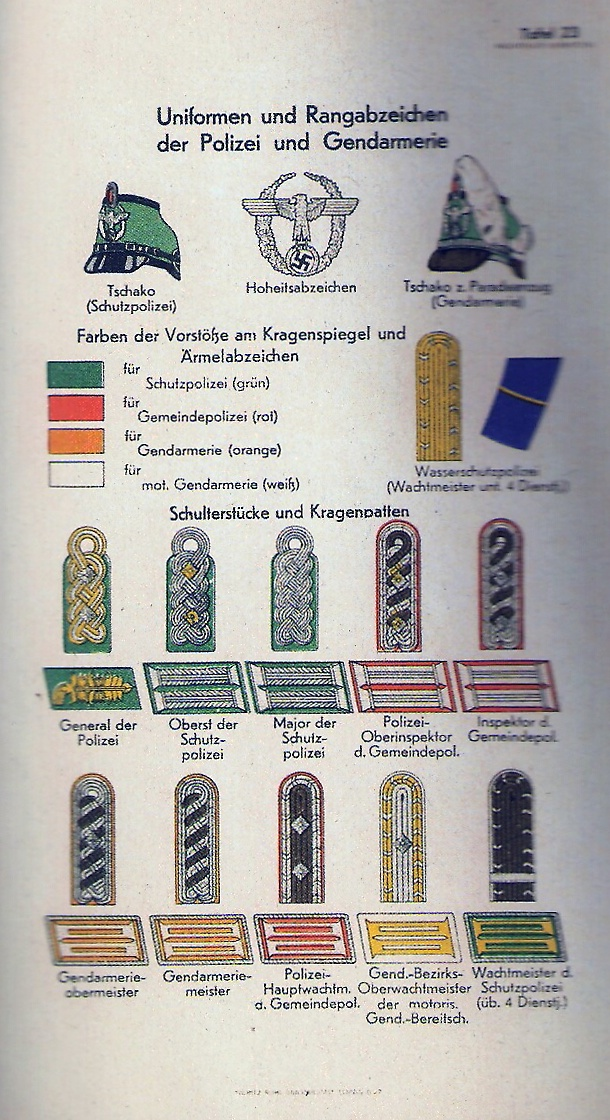
Abzeichen der Ordnungspolizei, um 1938. Die Offiziere und Oberinspektoren Schulterstücke mit gelben Rangsternen, alle anderen weiße Rangsterne. Stabsoffiziere die Kragenspiegel mit Kolbenstickerei

### Rangverhältnisse und Nomenklatur
Mit der Abschaffung der Länderhoheit über die Polizei und deren Unterstellung unter das Reich kam es ab Sommer 1936 erstmals in der Geschichte zu einer deutschlandweit einheitlichen Organisation aller Polizeiorgane. Entsprechend berücksichtigte die Reichsbesoldungsordnung vom 1. April 1937 als Novum auch die Dienstgrade der Polizei. Mit dem gleichen Datum erhielt die Polizei reichsweit einheitliche Uniformen und Dienstgrade. Die Polizei des Reiches wurde vielfach nach preußischem Vorbild strukturiert, doch im Laufe der Zeit weiter ausgebaut und wiederholt reformiert.
Die Dienstgrade bis einschließlich Oberinspektor wurden als Polizeibeamte, die Dienstgrade vom Leutnant bis zum General als Polizeioffiziere bezeichnet. Anwärter genossen keinen Beamtenstatus. Die bei der übrigen Beamtenschaft praktizierte Untergliederung in Laufbahngruppen galt zwar nicht bei der Polizei, das Deutsche Beamtengesetz sowie die Besoldungsordnung von 1937 praktizierten aber dennoch eine solche Unterteilung. Demnach gehörten die Beamten bis einschließlich Revier-, Zugs- oder Bezirkswachtmeister zum unteren Dienst (seit März 1939: einfacher Dienst). Die Hauptwachtmeister, Meister und Obermeister zählten zum einfachen mittleren Dienst (seit 1939: mittlerer Dienst). Die Inspektoren und Oberinspektoren waren Angehörige des gehobenen mittleren Dienstes (seit 1939: gehobener Dienst). Sie waren mit dem Leutnant bzw. Oberleutnant gleichauf und galten bei der Gemeindepolizei als Beamte mit Offiziersrang (mit deren Uniform und Abzeichen); bei der Schutzpolizei und Gendarmerie bildeten sie dennoch eine eigene, hinter den Offizieren stehende Dienstgradgruppe (Inspektoren). Die meisten Oberinspektoren wurden nach 1936 zu Offizieren befördert, die übrigen sowie die Inspektoren und Obermeister wurden 1940 zu Revieroffizieren (Schutzpolizei) bzw. Bezirksoffizieren (Gendarmerie) ernannt.
Die kasernierten Einheiten waren in Schutzpolizei-Hunderschaften und Schutzpolizei-Hundertschaftsabteilungen organisiert. Diese hießen ab August 1940 Polizeikompanien bzw. Polizeibataillone. Im September 1939 wurde bei kasernierten Einheiten der Schutzpolizei die Bezeichnung Revier- bzw. Bezirksoberwachtmeister in Zugwachtmeister (sic) geändert. Die bei den kasernierten Einheiten etatisierten Geschäftsführenden Hauptwachtmeister hießen seit April 1941 Kompaniewachtmeister, bei den mot. Gendarmeriekompanien Hauptwachtmeister als Werkmeister. Bei der Wasserschutzpolizei wurde 1944 der Oberst d. WschP. als höchster Dienstgrad eingeführt.
Die Gemeindepolizei (Gem.Pol., seit Juni 1937 Schutzpolizei der Gemeinden – Schp. d Gem.) besaß bis 1937 oberhalb der Ebene des Polizeiinspektors (= Leutnant) noch eigene Dienstgradbezeichnungen, die vom Polizeikommissar (= Oberleutnant) über den Polizeioberkommissar bzw. Polizeioberinspektor (= Hauptmann) bis zum Stadtpolizeidirektor (= Major) reichten. Offizieranwärter hießen dort Kommissaranwärter. Der Rang der Polizeipräsidenten variierte, je nach der Einwohneranzahl, vom Oberstleutnant bis zum General. Bspw. besaß er bei 200.000 bis 500.000 Einwohnern den Rang eines Obersts d. SchP, der Polizeipräsident von Berlin rangierte indes als Generalleutnant bzw. ab 1944 als General d Pol. Ein Teil der Polizeidirektoren und -präsidenten erhielt 1944 die Dienstgradbezeichnungen der Polizeioffiziere, als Stabsoffiziere jedoch nicht mit dem Zusatz ihrer Polizeisparte, sondern wie die Generale mit der Abkürzung d. Pol. Dabei standen Polizeidirektoren und -präsidenten stets um einen Dienstgrad höher als die ihnen unterstellten planmäßigen Kommandeure der Schutzpolizei (KdSchP). Nachdem ab Januar 1943 die Polizeigeneralität die Larischstickerei und die Obersten d. Pol. (mit dem Vergleichsrang eines SS-Oberführers) die bisher getragenen Kapellenlitzen gegen Rangabzeichen nach SS-Muster einzutauschen hatten, erhielten Polizeipräsidenten, deren KdSchP ein Oberst d. SchP. (mit dem Vergleichsrang eines SS-Standartenführers) war, nur noch den Rang eines dem SS-Oberführers ranggleichen Obersts d. Pol., und nicht mehr den Rang eines Generalmajors d. Pol.
Anfang 1937 gab man den Generalmajoren und Generalleutnanten d. SchP. und d. Gend. die Sammelbezeichnung Generale der Ordnungspolizei (d. OP); allein der Chef der Ordnungspolizei führte seit Juni 1936 den ihm persönlich verliehenen Dienstgrad General d. Pol. Ab September 1940 führten dann alle Generalsdienstgrade den Zusatz d. Pol. Ab August 1942, mit Einführung der Kragenspiegel nach SS-Muster bei Generalen und dienstälteren Obersten, trat auch bei letzteren diese Änderung ein; sie rangierten nun SS-Oberführer und Oberst der Polizei.
Bis April 1942 wurde den Dienstgradbezeichnungen der Wachtmeister (SB) und Meister (SB) die jeweilige Sparte vorangestellt (bspw. Gendarmerieoberwachtmeister oder Polizeiobermeister). Seitdem war ihnen, wie zuvor schon bei den Offizieren üblich, das Spartenkürzel nachgestellt (bspw. Hauptwachtmeister d. Gend. oder Meister d. SchP.). Hinsichtlich der Wasserschutzpolizei änderte sich das Kürzel 1942 in d. WSchP., von zuvor d. SW. Die Inspektoren (SB) führten die Bezeichnung Schutzpolizei oder Gendarmerie vor ihrem jeweiligen Dienstgrad (bspw. Schutzpolizeioberinspektor). Bei Offizieren war das Spartenkürzel dem Dienstgrad nachgestellt. Die Beamten der Wasserschutzpolizei führten offiziell die Bezeichnungen der Schutzpolizei, im internen Dienstverkehr wurde das Kürzel „SW“ dem Dienstgrad vorangestellt (bspw. SW-Wachtmeister oder SW-Major).
Im September 1942 wurden die bisherigen Ranggruppen mit ihren Sammelbezeichnungen (SB) unterhalb der Offiziersebene durch Rangklassen nach dem Vorbild der Waffen-SS ersetzt. Das untere Personal gliederte sich nun in Mannschaften bzw. „Männer“ sowie in Unterführer ohne und mit Portepee (o. P. / m. P.). Hinzu kamen die bisherigen Rangklassen der Revier- bzw. Bezirksoffiziere und die der Offiziere, letztere in den drei Ranggruppen der Generale, Stabsoffiziere sowie Leutnante und Hauptleute.

### Uniformen und Rangabzeichen
Bei den Mannschaften und Unterführern folgten die Dienstgradabzeichen ab 1941 annähernd, bei den Offizieren nahezu gänzlich dem militärischen Muster. Die einzelnen Polizeisparten unterschieden sich in den Vorstoßfarben an Uniformrock und Schulterstücken (Gendarmerie orange, Schutzpolizei der Gemeinden weinrot, Schutzpolizei des Reiches grün, Wasserschutzpolizei sandfarben, Feuerschutzpolizei karmesinrot, Generale aller Polizeien grün). Luftschutzpolizei, Bahnschutzpolizei, Postschutz und Technische Nothilfe verwendeten ein stark abweichendes System bei Dienstgraden und Abzeichen.
Die folgenden Angaben entsprechend dem Stand vom 10. April 1941.

#### Wachtmeister (SB), Meister (SB) und Inspektoren (SB, ab September 1942: Mannschaften, Unterführer, Revier- bzw. Bezirksoffiziere)

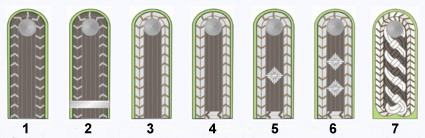
ohne Abb. Polizei-Anwärter
1 Polizei-Unterwachtmeister
2 Rottwachtmeister
3 Polizei-Wachtmeister
4 Polizei-Oberwachtmeister und Junker OA
5 Revier- (Bezirks-)Oberwachtmeister und Zug-Oberwachtmeister
6 Polizei-Hauptwachtmeister und Oberjunker OA
7 Polizei-Meister
ohne Abb. Polizei-Obermeister (1 Stern, silbrig), Polizei-Inspector (2 Sterne, silbrig), Polizei-Oberinspector (2 Sterne, golden).

In der Grafik oben nicht abgebildet ist der Dienstgrad Polizei-Anwärter. Diesen kennzeichneten abzeichentuchfarbene Schulterklappen ohne weiße Winkelverzierung an der äußeren Plattschnur. Nach sechsmonatiger Dienstzeit legte er am linken unteren Ärmel zusätzlich einen Dienstgradstern an (analog zu dem Heeresdienstgrad Oberschütze oder dem SS-Dienstgrad SS-Mann).
Geschäftsführende Hauptwachtmeister bzw. Kompaniewachtmeister in geschlossenen Polizeiformationen (z. B. Ausbildungsbataillone, Polizei-Hundertschaften) trugen in ihrer Funktion als Kompaniefeldwebel (Spieß) seit 1939 über beiden Ärmelaufschlägen je zwei „Kolbenringe“ aus silberfarbener Unteroffizierslitze, ähnlich den Hauptfeldwebeln der Wehrmacht. Die Bestimmung wurde 1940 auf die Hauptwachtmeister-Diensttuer ausgedehnt.
Die ebenfalls nicht abgebildeten Dienstgrade Polizei-(Gendarmerie-)Obermeister, Schutzpolizei- (Gendarmerie-)Inspektor und Schutzpolizei- (Gendarmerie-)Oberinspektor trugen die Schulterklappen der Polizei-Meister, zusätzlich mit einem bzw. zwei silberfarbenen Rangsternen; der Oberinspektor führte als Besonderheit zwei goldfarbene Rangsterne, wie sie für Offiziere vorgeschrieben waren.
Laut den Anzugsbestimmungen vom 14. Januar 1938 war zum kleinen Dienstanzug sowie zum Gesellschaftsanzug die Schirmmütze (Dienstmütze) vorgeschrieben, ab dem Polizei-(Gendarmerie-)Obermeister aufwärts mit der geflochtenen Silberkordel der Polizei-(Gendarmerie-)Offiziere aus Aluminiumschnur. Nach Ernennung der Obermeister, Inspektoren und Oberinspektoren zu Revieroffizieren erhielten dieses Privileg dann die Meister, ab Januar 1940. Zum allgemeinen Dienstanzug war bei der Wasserschutzpolizei, der Verkehrspolizei sowie bei den motorisierten Verkehrseinheiten der Schutzpolizei die (hier weiße) Dienstmütze ebenfalls obligatorisch, für Schutzpolizei und Gendarmerie aber der Tschako aus Vulkanfiber. Die Verkehrspolizei und die motorisierten Verkehrseinheiten der Schutzpolizei hatten bis 1938 zum allgemeinen Dienst noch einen weißen Tschako getragen, diesen anschließend nur noch zur Parade (Motorradfahrer aber auch hier einen weißen Sturzhelm).
Den Tschako der Wachtmeister (SB), mit ledernem Sturmriemen und der Nationale (Kokarde) aus hohlgeprägtem Blech, trugen die unteren Dienstgrade bis einschließlich Obermeister. Inspektoren (SB) war die zweiteilige, per Haken zu schließende Schuppenkette aus Metall und die Nationale aus Gespinst erlaubt, gleich den Oberjunkern und Offizieren. Die Kette war allgemein aluminiumfarben, nur bei Generalen war sie vergoldet und bei zum Verkehrsdienst eingeteilten Offizieren goldfarben. Dazu bei Paraden, bis einschließlich den Inspektoren (SB), ein schwarzer Rosshaarbusch, für Musiker und Spielleute von roter Farbe (bei Offizieren ein schwarzer Büffelhaarbusch, bei Generalen der Busch aus weißen und schwarzen Hahnenfedern). Ab Januar 1937 dann alle Offiziere einen weißen Büffelhaarbusch, Offizieranwärter (Oberjunker) und Inspektoren einen schwarzen Büffelhaarbusch (so später auch die Revier- bzw. Bezirksoffiziere). Musikleiter im Offiziersrang ab Februar 1940 einen roten Büffelhaarbusch.
Die Kragenspiegel mit Kapellenlitze und das Hoheitsabzeichen der Offiziere führten nur die Dienstgrade vom Inspektor aufwärts, ab 1940 ab dem Revier-(Bezirks-)Leutnant aufwärts. Die Dienstgrade Obermeister bis einschließlich Hauptwachtmeister führten Kragenspiegel mit einer Doppellitze aus mattweißem Aluminium; die Kragenspiegel waren mit einer Kordel aus Metallgespinst eingefasst. Vom Revieroberwachtmeister usw. abwärts war die Doppellitze bei Schupo und Gempo aus braunem, brei der Gend. aus braunem Stoff; die Kragenspiegel ohne Kordeleinfassung. Die Obermeister als Revieroffiziere usw. dann ab Januar 1940 die Offizierskragenspiegel. Ab April 1940 für alle Wachtmeister (SB) die Kragenspiegel nach dem Muster der Meister (SB) und Hauptwachtmeister. Die Patten der Kragenspiegel stets aus Abzeichentuch in der Dienstzweigfarbe, die Litzenspiegel und der Mittelspiegel ebenfalls in Dienstzweigfarbe.

#### Offiziere
Gemäß Runderlass des Reichsministers des Innern (RMdI) vom 30. Dezember 1939 wurden bei der Schutzpolizei des Reiches, bei der Gemeindepolizei sowie bei der Gendarmerie den Dienstgraden Obermeister und Schutzpolizei-/Gendarmerie-/Gemeindepolizei-Inspektor die Anrede „Leutnant“ bzw. „Oberleutnant“ zugebilligt. Entsprechend war ihnen das Tragen von deren Uniform erlaubt. Analog galt die Regelung für die wenigen im Dienst verbliebenen Schutzpolizei (etc.)-Oberinspektoren, die den Dienstgrad Revier- bzw. Bezirkshauptmann erhielten. Gleichzeitig wurde den Polizei- (Gendarmerie-)Meistern die silberne Offiziersmützenkordel genehmigt.
Obermeister und Schutzpolizei (etc.)-Inspektoren bzw. -Oberinspektoren waren rangälter als die im Lebensalter jüngeren Offiziere gleichen Dienstgrades. Nach mindestens fünf Jahren im Dienstgrad, nicht aber vor dem 50. Lebensjahr, stand Inspektoren Anrede und Uniform des Hauptmanns zu. Entsprechende Anträge waren auf dem Dienstweg an den RMdI zu stellen. Die beamten- und besoldungsrechtlichen Bestimmungen für die Obermeister, Inspektoren und Oberinspektoren blieben indessen unberührt.
Per Runderlass des Reichs- und Preußischen Ministers des Innern vom 4. Juli 1940 änderte sich die Bezeichnung dieser drei Dienstgrade letztmals, nämlich in Revier-Leutnant (bei der Gendarmerie als Bezirks-Leutnant), Revier-(Bezirks-)Oberleutnant und Revier-(Bezirks-)Hauptmann. Gleichzeitig waren auf den Schulterstücken die silberfarbenen Rangsterne der Unterführer gegen die goldfarbenen Rangsterne der übrigen Offiziere auszutauschen.
Optisch unterschieden sich die Revier- bzw. Bezirksoffiziere von den sonstigen Offizieren fortan nur noch anhand einer, unter den Schulterstücken getragenen, zusätzlichen Tuchunterlage aus Besatztuch. Das Besatztuch war bei den meisten Dienstzweigen dunkelbraun, bei der Gendarmerie aber mittelbraun; bei der Wasserschutzpolizei war die zusätzliche Tuchunterlage aus marineblauem Grundtuch. Die zusätzliche Tuchunterlage lag auf einer etwas breiteren Tuchunterlage in Dienstzweigfarbe, wie sie bei den Schulterstücken der übrigen Offizieren, vom Leutnant aufwärts, üblich war. Ab September 1942 war die zusätzliche Tuchunterlage dienstzweigübergreifend dunkelbraun, nur bei der Wasserschutzpolizei blieb sie blau. Die sonstigen Paspelierungen sowie das Abzeichentuch der Kragenspiegel waren ebenfalls Dienstzweigfarbe ausgeführt.
Gegen Kriegsende waren die Revier- und Bezirksoffiziere den Kriegsoffizieren der Wehrmacht gleichgestellt.
Wegen der Verbindung beider Ämter Reichsführer SS und Chef der Deutschen Polizei wurde für den Chef der Deutschen Polizei kein eigener Kragenspiegel eingeführt.
| Polizeidienstrang                                                                                               | Dienstrang – SS         | Schulterstück | 1936–1942 | 1942–1945                                                 |
| --- | ----------------------- | ------------- | --------- | --------------------------------------------------------- |
| Chef der Deutschen Polizei und Reichsführer SS                                                                  |                         |               |           |                                                           |
| Generaloberst der Polizei ab 1942: SS-Oberstgruppenführer und Generaloberst der Polizei                         | SS-Oberst-Gruppenführer |               |           |                                                           |
| General der Polizei ab 1942: SS-Obergruppenführer und General der Polizei                                       | SS-Obergruppenführer    |               |           |                                                           |
| Generalleutnant der Polizei ab 1942: SS-Gruppenführer und Generalleutnant der Polizei                           | SS-Gruppenführer        |               |           |                                                           |
| Generalmajor der Polizei ab 1942: SS-Brigadeführer und Generalmajor der Polizei                                 | SS-Brigadeführer        |               |           |                                                           |
| Oberst d. SchP. / d. Gend. usw. ab 1942: SS-Oberführer und Oberst der Polizei (!)                               | SS-Oberführer           |               |           | (zwei goldene Eichenlaubblätter auf grünem Abzeichentuch) |
| |                         |               |           |                                                           |
| Oberst d. SchP. / d. Gend. usw.                                                                                 | SS-Standartenführer     |               |           |                                                           |
| Oberstleutnant d. SchP. / d. Gend usw.                                                                          | SS-Obersturmbannführer  |               |           |                                                           |
| Major d. SchP. / d. Gend usw.                                                                                   | SS-Sturmbannführer      |               |           |                                                           |
| Hauptmann d. SchP. / d. Gend usw. - Revier-Hauptmann (Schutzpolizei) - Bezirks-Hauptmann (Gendarmerie)          | SS-Hauptsturmführer     |               |           |                                                           |

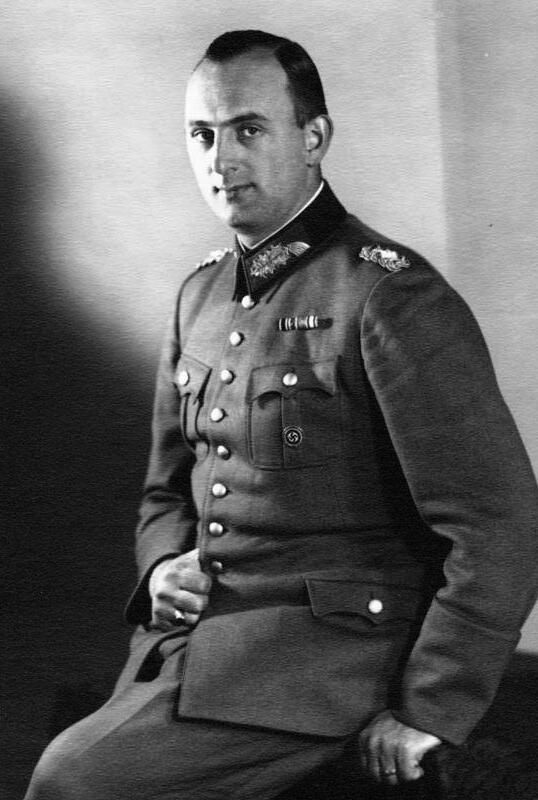
Kurt Daluege in der Uniform eines Generals der preußischen Landespolizei (1933)

| Oberleutnant d. SchP. / d. Gend usw. - Revier-Oberleutnant (Schutzpolizei) - Bezirks-Oberleutnant (Gendarmerie) | SS-Obersturmführer      |               |           |                                                           |
| Leutnant d. SchP. / d. Gend usw. - Revier-Leutnant (Schutzpolizei) - Bezirks-Leutnant (Gendarmerie)             | SS-Untersturmführer     |               |           |                                                           |

Generale und Generaloberste gab es nur bei der Schutzpolizei des Reiches und der Feuerschutzpolizei (FSchP.). Chef der Deutschen Polizei war eine Dienststellung innerhalb des Reichsministerium des Innern. Die in der Grafik gezeigten grünen Kragenspiegel der Offiziere vom Oberst abwärts verweisen auf die Schutzpolizei des Reiches. Die Kragenspiegel der Schutzpolizei der Gemeinden waren weinrot, jene der Gendarmerie orange, die motorisierten Gendarmerie trug weiße Kragenspiegel, die Feuerschutzpolizei karmesinrote. Die Kragenspiegel der Generale waren stets grün, unabhängig vom Dienstzweig. Beamte im Generalsrang führten graue Kragenspiegel mit goldener Larischstickerei; die 1942 eingeführten Kragenspiegel nach SS-Muster waren indes auch bei ihnen grün. Gleiches galt für entsprechende Sanitäts- und Veterinäroffiziere.

### Dienstgradangleichung zwischen Polizei und SS
Im Zusammenhang mit der erstrebten Verschmelzung von Polizei und SS sollten Polizisten verstärkt zum freiwilligen Eintritt in die SS bewegt werden. Die der SS beigetretenen Beamten führten im Zuge einer sogenannten Dienstgradangleichung künftig neben ihrem Polizei-Dienstgrad den entsprechenden SS-Dienstgrad. Die Zuordnungen wurden mehrfach geändert, da es bei der Polizei mehrfach zu Umbenennungen und Heraufstufungen insbesondere der Wachtmeister-Dienstgrade kam. Im April 1941 avancierte beispielsweise der Dienstgrad Polizeiwachtmeister von einem Mannschaftsrang zu einem Unterführerrang.
| Dienstgrade Sicherheitspolizei                                                    | Dienstgrade Ordnungspolizei (Verwaltungsdienst)                                        | Dienstgrade Ordnungspolizei (Allgemeiner Dienst)                                                                                       | Dienstgrade Allgemeine SS |
| --------------------------------------------------------------------------------- | -------------------------------------------------------------------------------------- | --- | ------------------------- |
| Männer (Mannschaften)                                                             |                                                                                        | |                           |
| Kriminalassistentenanwärter im Vorbereitungsdienst                                | –                                                                                      | Anwärter | SS-Anwärter               |
| –                                                                                 | –                                                                                      | Anwärter (nach sechsmonatiger Dienstzeit)                                                                                              | SS-Mann                   |
| –                                                                                 | –                                                                                      | Unterwachtmeister | SS-Sturmmann              |
| –                                                                                 | –                                                                                      | Rottwachtmeister | SS-Rottenführer           |
| Unterführer (Unteroffiziere)                                                      |                                                                                        | |                           |
| Kriminalassistentenanwärter                                                       | Amtsgehilfe Botenmeister Hausmeister                                                   | Wachtmeister | SS-Unterscharführer       |
| a.p. Kriminalassistent (außerplanmäßige Stelle)                                   | a.p. Polizeiassistent                                                                  | Oberwachtmeister | SS-Scharführer            |
| Kriminalassistent                                                                 | Polizeiassistent Polizeigefängnisoberwachtmeister                                      | Revier-Oberwachtmeister (Schutzpolizei) Bezirks-Oberwachtmeister (Gendarmerie) Zugwachtmeister (geschlossene Polizei-Einheiten) Junker | SS-Oberscharführer        |
| Kriminaloberassistent                                                             | Polizeigefängnishauptwachtmeister                                                      | Hauptwachtmeister Oberjunker | SS-Hauptscharführer       |
| [Kriminalsekretär]                                                                | [Polizeisekretär]                                                                      | Meister | SS-Sturmscharführer       |
| –                                                                                 | –                                                                                      | Obermeister (wie Meister, zusätzlich 1 Silber-Rangstern)                                                                               |                           |
| –                                                                                 | –                                                                                      | Inspektor (wie Meister, zusätzlich 2 Silber-Rangsterne)                                                                                |                           |
| –                                                                                 | –                                                                                      | Oberinspektor (1936–1939; wie Meister, zusätzlich 2 Gold-Rangsterne)                                                                   |                           |
| Führer (Offiziere)                                                                |                                                                                        | |                           |
| Kriminalsekretär Hilfskriminalkommissar Kriminalkommissar auf Probe / zur Prüfung | Polizeisekretär Kanzleisekretär technischer Obersekretär a.p. Polizeiinspektor         | Revier-Leutnant Leutnant der Polizei                                                                                                   | SS-Untersturmführer       |
| Kriminalobersekretär Kriminalinspektor a.p. Kriminalkommissar                     | Polizeiobersekretär Polizeiinspektor (auch mit Zulage) Assessor Ministerialregistrator | Revier-Oberleutnant Oberleutnant der Polizei                                                                                           | SS-Obersturmführer        |
| Kriminalkommissar a.p. Kriminalrat                                                | Polizeioberinspektor a.p. Polizeirat a.p. Amtmann Regierungsassessor                   | Revier-Hauptmann Hauptmann der Polizei                                                                                                 | SS-Hauptsturmführer       |
| Kriminalrat Kriminaldirektor Regierungs- und Kriminalrat                          | Polizeirat Amtmann Amtsrat Regierungsrat                                               | Major der Polizei | SS-Sturmbannführer        |
| Oberregierungs- und Kriminalrat                                                   | Oberregierungsrat                                                                      | Oberstleutnant der Polizei | SS-Obersturmbannführer    |
| Regierungs- und Kriminaldirektor Reichskriminaldirektor                           | Regierungsdirektor Ministerialrat                                                      | Oberst der Polizei | SS-Standartenführer       |
| Höhere SS- u. Polizeiführer (Generäle)                                            |                                                                                        | |                           |
| ???                                                                               | Ministerialdirigent                                                                    | Generalmajor der Polizei und SS-Brigadeführer                                                                                          | SS-Brigadeführer          |
| ???                                                                               | Ministerialdirektor                                                                    | Generalleutnant der Polizei und SS-Gruppenführer                                                                                       | SS-Gruppenführer          |

1. Insbesondere Polizeioffiziere hatten sich bei ihrer Neueinstellung drei Jahre auf einer außerplanmäßigen Stelle zu bewähren, bevor sie endgültig in das Beamtenverhältnis berufen und in die nächsthöhere Besoldungsgruppe (unter Beibehaltung des bisherigen Dienstgrades!) befördert wurden. Bis dahin führten sie zur Amtsbezeichnung den Vorsatz „a.p.“, etwa „a.p. Kriminalrat“ beim außerplanmäßigen Kriminalrat.
2. Nicht miteinander zu verwechseln sind die Amtsbezeichnungen „Schutzpolizei- (Gendarmerie-)Inspektor“ (mittlerer Dienst, ab 30. Dezember 1939 „Revier-Oberleutnant“) und „Polizei-Inspektor“ (gehobener Verwaltungsdienst).

Dazu auch Ministerialblatt

### Laufbahnen im Sicherheits- und Hilfsdienst, Luftschutzwarndienst bzw. bei der Luftschutzpolizei

#### Mannschaften und Unterführer
- Luftschutz-Mann
- Truppführer
- Gruppenführer
- Hauptgruppenführer
- Stabsgruppenführer

#### Führer
- Sicherheits- und Hilfsdienst (bis 1942) und Luftschutzpolizei (ab 1942)
  - Zugführer (entspricht Leutnant)
  - Oberzugführer
  - Bereitschaftsführer
  - Abteilungsführer

- Luftschutzwarndienst (bis 1942)
  - Zugführer
  - Oberzugführer
  - Warnzentraleführer
  - Warnzentraleoberführer
  - Abteilungsführer

### Laufbahnen in der Technischen Nothilfe

#### Mannschaften und Unteroffiziere
- Anwärter der Technischen Nothilfe
- Unterwachtmeister der Technischen Nothilfe
- Rottwachtmeister der Technischen Nothilfe
- Wachtmeister der Technischen Nothilfe
- Oberwachtmeister der Technischen Nothilfe
- Zugwachtmeister der Technischen Nothilfe
- Hauptwachtmeister der Technischen Nothilfe
- Bereitschaftsleiter der Technischen Nothilfe
- Meister der Technischen Nothilfe

#### Offiziere
- Zugführer der Technischen Nothilfe
- Oberzugführer der Technischen Nothilfe
- Bereitschaftsführer der Technischen Nothilfe
- Abteilungsführer der Technischen Nothilfe
- Oberabteilungsführer der Technischen Nothilfe
- Landesführer der Technischen Nothilfe
- Stellvertretender Reichsführer der Technischen Nothilfe
- Reichsführer der Technischen Nothilfe

## Überführung von Polizeibeamten in die Feldgendarmerie
Mit dem Ausbruch des Zweiten Weltkriegs wurden zahlreiche Beamte der Ordnungspolizei in die Feldgendarmerie der Wehrmacht überführt. Die Dienstgradfestsetzung ist der nachfolgenden Tabelle zu entnehmen.
| Dienstgrad in der Ordnungspolizei (Orpo)                                       | Dienstgrad in der Feldgendarmerie (FG) |
| ------------------------------------------------------------------------------ | -------------------------------------- |
| Wachtmeister                                                                   | Unteroffizier der FG                   |
| Oberwachtmeister                                                               | Feldwebel der FG                       |
| Revier-Oberwachtmeister (Schutzpolizei) Bezirks-Oberwachtmeister (Gendarmerie) | Oberfeldwebel der FG                   |
| Hauptwachtmeister                                                              | Oberfeldwebel der FG                   |
| Hauptwachtmeister (mit mehr als 12 Dienstjahren)                               | Stabsfeldwebel der FG                  |
| Meister                                                                        | Leutnant der FG                        |
| Obermeister                                                                    | Leutnant der FG                        |
| Inspektor                                                                      | Oberleutnant der FG                    |

Die Offiziere der Ordnungspolizei wurden unter Beibehaltung ihrer Dienstgradbezeichnung, aber mit dem Zusatz „der Feldgendarmerie“, in die Feldgendarmerie übernommen. Die Feldgendarmerie der Kriegsmarine hieß Marine-Küstenpolizei.
Die Feldgendarmerie zählte zu den Ordnungstruppen der Wehrmacht, die Feldgendarmen trugen daher Uniform und Dienstgradabzeichen des Heeres mit der Waffenfarbe orange. Charakteristisch war der im Dienst an einer Metallkette getragene Ringkragen („Kettenhunde“); das aufgebrachte Hoheitsabzeichen, der schwarz unterlegte Schriftzug „Feldgendarmerie“ (in „Frakturbuchstaben“) und die beiden Knöpfe in den Ecken waren leuchtfarben lackiert. Die Waffengattung war ferner an zwei Abzeichen am linken Ärmel zu erkennen: Den Unterarm schmückte ein brauner Ärmelstreifen mit der Schriftzug „Feldgendarmerie“ aus eingewebten aluminiumfarbenen Fraktur-Buchstaben; am Oberarm war zudem das Hoheitsabzeichen der deutschen Polizei in der Waffenfarbe orange befestigt.
Jeder Armee war ein Feldgendarmerie-Bataillon zugeteilt, jeder Division ein Feldgendarmerie-Trupp aus 3 Offizieren, 30 Unteroffizieren und 31 Mannschaften. Jeder Trupp verfügte über 6 Motorräder (Kräder), 4 schwere Fahrzeug-Gespanne, 17 VW-Kübelwagen, zwei Pkw (2 t) und 2 Lkw (3 t). Das Kfz-Kennzeichen war „Pol“ (für Polizei), und nicht WH (Wehrmacht – Heer); WL (Wehrmacht – Luftwaffe) oder WM (Wehrmacht – Marine).
Neben der Feldgendarmerie wurden später auch sogenannte Feldjägerbataillone aufgestellt; diese trugen die weiße Waffenfarbe der Infanterie.